# Lista siturilor arheologice din județul Mureș - U
Lista siturilor arheologice din județul Mureș - U conține toate siturile arheologice din județul Mureș înscrise în Repertoriul Arheologic Național (RAN) și aflate în localități al căror nume începe cu litera U. RAN este administrat de Ministerul Culturii și Patrimoniului Național și cuprinde date științifice, cartografice, topografice, imagini și planuri, precum și orice alte informații privitoare la zonele cu potențial arheologic, studiate sau nu, încă existente sau dispărute.
Puteți căuta un sit din localitățile care încep cu litera U folosind formularul de mai jos sau puteți naviga prin toate siturile din județ la Lista siturilor arheologice din județul Mureș.
| Cod RAN      | Denumire | Localitate             | Adresă  | Datare                  | Descoperit | Coordonate | Imagine           | Erori            |
| ------------ | --- | ---------------------- | ------- | ----------------------- | ---------- | ---------- | ----------------- | ---------------- |
| 115566.01.01 | Așezarea Coțofeni de la Uila / ansamblu anonim (Categorie: locuire civilă) (Tip: Așezare)                   | sat Uila, comuna Batoș |         | Coțofeni                |            |            | Încărcați imagine | Raportați eroare |
| 115566.02.01 | Turnul roman de observație de la Uila / ansamblu anonim (Categorie: fortificație) (Tip: Turn de observație) | sat Uila, comuna Batoș |         |                         |            |            | Încărcați imagine | Raportați eroare |
| 119901.01.01 | Situl arheologic de la Ungheni - "Rotunda" / ansamblu anonim (Categorie: locuire) (Tip: așezare)            | oraș Ungheni           | Rotunda | Sighișoara - Wietenberg |            |            | Încărcați imagine | Raportați eroare |
| 119901.01.02 | Situl arheologic de la Ungheni - "Rotunda" / ansamblu anonim (Categorie: locuire) (Tip: așezare)            | oraș Ungheni           | Rotunda | Noua                    |            |            | Încărcați imagine | Raportați eroare |